# Autoba albistrota
Autoba albistrota là một loài bướm đêm trong họ Erebidae.